# Cyclophora impictaria
Cyclophora impictaria là một loài bướm đêm trong họ Geometridae.